# Центральный район (Симферополь)
Центральный район (укр. Центральний район) — один из трёх районов города Симферополя.

## География
Занимает центральную и южную части города. В северной части выходит к реке Салгир, в западной части — на Верхний и Нижний пруды реки Славянки.
Главной улицей Центрального района является проспект Кирова, который соединяет восточное и западное направления. Между железнодорожным вокзалом и проспектом Кирова находится исторический центр Симферополя.
Культурный центр района охватывает улицы Карла Маркса, Пушкина и Горького, проспект Кирова, площади Ленина, Советская и Амет-хан Султана. Здесь расположены: Крымский этнографический музей, Естественно-Исторический музей на ул. Севастопольской, Центральный музей Тавриды, Крымская филармония, Крымская организация Национального Союза художников, Крымский академический театр имени М. Горького, Крымский камерный музыкальный театр, Крымское республиканское учреждение «Школа-студия (ВУЗ) при Русском академическом драматическом театре им. М. Горького», кинотеатр им. Т.Г. Шевченко, Украинский музыкально-драматический театр, Театр кукол, Дом кино, Крымскотатарская библиотека им. И. Гаспринского, городская библиотека им. К.А.Тренева, библиотека «Таврика», художественное училище им. Н.С. Самокиша.
В Центральном районе находятся парки культуры и отдыха: парк Шевченко, парк Дыбенко, Семинарский парк, парк Победы.
Микрорайоны: Петровская балка, Старый город, Центр, Анатра, Новоромановка, Заводское, Залесская, 60 лет Октября, Дм. Ульянова, Балаклавская Пневматика, Новониколаевка (Акъ-мечеть) и другие.

## Население
| 1939    | 1970     | 1979     | 1989     | 2001     | 2014    | 2015    |
| ------- | -------- | -------- | -------- | -------- | ------- | ------- |
| 49 184  | ↗73 363  | ↗102 718 | ↗104 123 | ↗106 193 | ↘99 700 | ↘99 535 |
| 2016    | 2017     | 2018     |          |          |         |         |
| ↗99 921 | ↗100 398 | ↘99 855  |          |          |         |         |

В районе проживает около 30 % населения города.

## История
Существовавший ранее Центральный районный совет был расформирован в 2015 году.